# リッキー・スティムボート・ジュニア
リッキー・スティムボート・ジュニア（Ricky Steamboat Jr.）のリングネームで知られるリチャード・ブラッド・ジュニア（Richard Blood Jr.、1987年7月7日 - ）は、アメリカ合衆国のプロレスラー。ノースカロライナ州シャーロット出身。
父は元WWFインターコンチネンタル王者のリッキー・スティムボート。

## 来歴
1987年、WWFの年間最大PPVであるWrestleMania 3にて父親であるリッキー・スティムボートがランディ・サベージからIC王座を奪取した際、祝福に駆けつけた母親のボニーに抱かれて登場。この時はリトル・ドラゴンと呼ばれた。
1992年、5歳からレスリングを始め、ナショナルチャンピオンになるなど多数の大会で優勝し、USAジュニアチームに選抜されるなど活躍。高校時代はレスリングとアメリカンフットボールを掛け持ちしていた。
2008年6月にEWA（Exodus Wrestling Alliance）にてリッキー・スティムボート・ジュニア（Ricky Steamboat Jr.）のリングネームでプロレスデビュー。所属は決まっておらず、フリーの立場であったため若い年齢ながらもIWA Mid-SouthやWLW（World League Wrestling）など多数の団体に出場して経験を積む。EWAでは期待のルーキーとして扱われ、3つの王座を奪取。WLWでは親交のあったプロレスリング・ノアのレスラーが参加していたため、丸藤正道とタッグを組むなどした。
2008年9月、WLWとNOAHの合同レスリングキャンプの際、指導員として参加した父のリッキーがリッキー・ジュニアを日本に留学させたい意向をNOAH側に伝え、2009年1月から留学生としてNOAHに参戦。父譲りの身軽な空中技やキレのあるロープワークを披露したが、わずか二ヶ月で帰国。その後WWC（World Wrestling Council）、ASW（All Star Wrestling）などに定期参戦。WWCでは父のリッキーとの親子タッグが実現し、オーランド・コロン & ヒラム・ツアーから勝利を収めた。
2009年12月、WWEとディペロップメント契約。2010年2月に傘下団体のFCWにてリッチー・スティムボート（Richie Steamboat）のリングネームでデビュー。デビュー間もないながらも試合に出場し続けたが、3月にPCLを損傷し、長期欠場することになった。6月に復帰してからはアレックス・ライリーに勝利するなど上層部の期待に応える結果を出している。9月中旬、ROHで活躍したタイラー・ブラックがWWEに移籍し、FCWにてセス・ロリンズのリングネームで活動を開始したことにより抗争を開始。ベビーフェイス同士という珍しい構図で展開された。11月、抗争中のロリンズを含め、ジンダー・マハル、フニコと4人でリーグ戦ジェリー・ブリスコ・クラシックを開始。2011年1月に優勝をライバルのロリンズに獲られるという形で幕を閉じた。
2011年3月、ロリンズとの試合中にラッキー・キャノンとブレット・デビアスが乱入。襲われているところをロリンズに助けられ、タッグを結成することになった。3月にFCWフロリダタッグチーム王座に挑戦し、奪取することに成功。タッグ王座陥落後はロリンズとのライバル関係は継続。8月より試合中に度々ブラッド・マドックスに邪魔をされるようになり、抗争を開始。マドックスに2対1のハンデ戦などを強いられ痛めつけられたが9月に直接対決を行い勝利を決めた。
2012年1月13日、ダミアン・サンドウからFCW15王座を奪取。6月にはNXT6シーズンに登場し、リック・ビクターと抗争を開始。そして8月にはNXTがFCWと合併したため、新生NXTへと移行。放送初回よりNXT王座を争うゴールドラッシュトーナメントに出場し、一回戦ではレオ・クルーガーを破るも、続く準決勝ではジンダー・マハルに敗れた。9月よりカシアス・オーノと抗争を開始し、父のリッキーをも巻き込む展開などになるが、消化不良のまま抗争は終了した。10月に負傷したために長期欠場し、この故障がきっかけで1年以上出場機会がないまま2013年12月20日、WWEから解雇を通告されたが、故障箇所が癒えていないことを踏まえ、WWEの契約下に残されることが決定された。
2015年4月15日、父であるリッキーがインタビューにおいてプロレスラーとしてのキャリアを続けられないとコメントした。

## 得意技
- スリング・ブレイド

フィニッシャー。
- ゴリー・ネックブリーカー
- トラース・キック
- ダイビング・クロス・ボディ
- サイクロン・ホイップ
- カンフー・チョップ

## 獲得タイトル
FCW
- FCWフロリダヘビー級王座 : 1回
- FCWフロリダタッグチーム王座 : 1回

w / セス・ロリンズ
- FCWジャック・ブリスコ15王座 : 1回

EWA
- EWAフロリダヘビー級王座 : 1回
- EWAミズーリヘビー級王座 : 1回
- EWAジョージアヘビー級王座 : 1回